# Рас (музей)
Музеят „Рас“ е основан като градски музей на Нови Пазар (Сърбия) на 27 юни 1952 г.
До края на следващата 1953 г. е в процес на учредяване, а от края на 1957 г. носи името „Рас“, обхващайки музейни експозиции с близо 6000 артефакти от териториите на 3 сръбски общини – град Нови Пазар, Тутин (община) и Сјеница (община), т.е. от бившия Новопазарски санджак известен и като областта Стара Рашка.
Съвременната сграда на музея има 5 постоянни експозиции – по история, археология, нумизматика, етнология и приложни изкуства, които се помещават в сграда във възрожденски стил, изградена за нуждите на музея. Сградата на музея е въведена в експлоатация на 28 ноември 1973 г.
На теренната акватория се намира комплексът Стари Рас, който от 1979 г. е под защитата на ЮНЕСКО. Най-значимите археологически обекти в акваторията на музея са Петрова църква; Джурджеви ступови; Сопочани; археологическите обекти на средновековното Търговище с отделна църква с некропол, както и 2 от вероятните местоположения на средновековния български граничен град Рас.
В района е разкрита ранновизантийска гробница с мемориал и базилика, които най-вероятно са от ранносредновековната Арса. Край музея се намира Пещер, където са локализирани много други археологически обекти. В района на музея има запазени и многобройни паметници от османско време.
През 1987 г. започва систематично проучване на крепостта Постене, която според най-новите хипотези е най-вероятното местоположение на средновековния български град Рас.